# Disputa de Heidelberg
A Disputa de Heidelberg aconteceu no salão de leitura da ordem dos agostinianos de Heidelberg em 25 de abril de 1518. Foi nela que Martinho Lutero, como delegado de sua ordem, teve a primeira oportunidade de articular suas visões reformistas. Em defesa de suas teses, que culminavam num contraste entre o amor divino e o amor profano (humano), Lutero defendeu a doutrina da depravação humana e do aprisionamento do arbítrio (em oposição ao livre arbítrio). 
Martin Bucer, o reformista de Estrasburgo, ouviu Lutero nesta ocasião e se tornou um ávido seguidor. Esta disputa também provocou Johann Eck a desafiar Lutero para o Debate de Leipzig.

## 28 teses
As 28 teses de Heidelberg formaram a base da disputa e já eram uma melhoria significativa em relação às 95 teses do ano anterior. As teses deixaram de ser uma simples disputa sobre a teologia que sustentava as indulgências e se transformaram numa teologia mais completa, agostiniana, da graça soberana.